# Libro di disciplina (Chiesa di Scozia)
Il Libro di disciplina (in inglese: Book of Discipline) sono due opere di regolamentazione dell'ordine ecclesiastico nella Chiesa di Scozia, note come The First Book of Discipline (1560) e The Second Book of Discipline (1578), redatte e stampate durante la Riforma scozzese. Il primo fu redatto da un comitato di "sei John", tra cui il principale riformatore John Knox. Stabilì un sistema di governo presbiteriano sul modello di Ginevra, ma la mancanza di fondi significò che il suo programma di organizzazione e istruzione clericale fu in gran parte abbandonato. Il secondo libro fu adottato dopo l'abdicazione forzata di Maria Stuarda ed era molto più chiaramente di orientamento presbiteriano. Poneva la supervisione della chiesa completamente nelle mani di gruppi di leader ecclesiastici eletti nei presbiteri.

## Sfondo
Nel 1560, in seguito alla morte della reggente Maria di Guisa, che governava per conto di sua figlia Maria, regina di Scozia che si trovava in Francia e alla sconfitta delle forze francesi all'assedio di Leith, i Lord della Congregazione riformisti erano in ascesa in Scozia. Il Parlamento scozzese si riunì a Edimburgo il 1° agosto 1560. Ignorando le disposizioni del Trattato di Edimburgo, il 17 agosto, il Parlamento approvò una Confessione di fede riformata (la Confessione scozzese), e il 24 agosto approvò tre atti del Parlamento che abolirono la vecchia fede in Scozia. In base a questi, tutti gli atti precedenti non conformi alla Confessione riformata furono annullati; i sacramenti furono ridotti a due (Battesimo e Comunione) da eseguire solo da predicatori riformati; la celebrazione della messa fu resa punibile con una serie di pene (in ultima analisi la morte) e la giurisdizione papale in Scozia fu ripudiata. La regina rifiutò di approvare gli atti che il Parlamento aveva approvato e la nuova chiesa esisteva in uno stato di incertezza giuridica.

## Primo libro della disciplina
I Lord avevano intenzione che il Parlamento prendesse in considerazione un libro della riforma, che avevano commissionato e che era in gran parte opera di John Knox. Tuttavia, non erano contenti del documento e istituirono un comitato di "sei John", tra cui Knox, John Winram, John Spottiswood, John Willock, John Douglas e John Row, per produrre una versione rivista. Mentre Knox, Spottiswood e Willock erano da tempo protestanti convinti, Windram, Douglas e Row erano stati fino a poco tempo prima dei pilastri dell'establishment cattolico e la composizione del comitato potrebbe essere stata intesa come un compromesso. Tuttavia, i membri lavorarono bene insieme e produssero un piano radicale per la riforma della chiesa. Il risultato del ritardo fu che il documento, noto come Primo Libro della Disciplina, non fu preso in considerazione dall'intero Parlamento, ma da una convenzione scarsamente frequentata di nobili e circa 30 laird, nel gennaio 1561 e poi approvato solo individualmente e non collettivamente.
Il libro stabiliva un sistema di ordine ecclesiastico che includeva sovrintendenti, ministri, dottori, anziani e diaconi. Conteneva anche un programma di riforma parrocchiale che avrebbe utilizzato le risorse della vecchia chiesa per pagare una rete di ministri, un sistema scolastico parrocchiale, istruzione universitaria e accordi per l'assistenza ai poveri. Tuttavia, la proposta per l'uso della ricchezza della chiesa fu respinta e, in base a un atto del Consiglio, che manteneva due terzi nelle mani dei suoi attuali proprietari e persino il terzo rimanente doveva essere condiviso con la Corona. Il risultato fu l'abbandono del programma educativo, i ministri rimasero mal pagati e la chiesa fu sottofinanziata.

## Secondo libro della disciplina
Nel luglio 1567, Maria fu costretta ad abdicare in favore del figlio di 13 mesi Giacomo VI. Giacomo sarebbe stato cresciuto come protestante e il governo sarebbe stato gestito da una serie di reggenti, a partire da Giacomo Stewart, 1º conte di Moray, finché Giacomo non iniziò ad affermare la sua indipendenza nel 1581. Alla fine Maria fuggì e tentò di riconquistare il trono con la forza. Dopo la sua sconfitta nella battaglia di Langside nel maggio 1568, da parte delle forze leali al King's Party, guidate da Moray, si rifugiò in Inghilterra, lasciando suo figlio nelle loro mani. In Scozia il King's Party combatté una guerra civile per conto del re contro i sostenitori di sua madre, che si concluse, dopo l'intervento inglese, con la resa del castello di Edimburgo nel maggio 1573. Nel 1578 fu adottato un secondo libro di disciplina, che era molto più chiaramente di orientamento presbiteriano. Ha posto la supervisione della chiesa completamente nelle mani di gruppi di leader ecclesiastici eletti, nei presbiteri, nei sinodi e nell'Assemblea generale.